# 紫地蟹
拉氏仿地蟹（学名：Gecarcoidea lalandii）为地蟹科地蟹属的動物，俗稱紫地蟹。分布于菲律宾、印度尼西亚、印度洋各岛、台湾岛以及中国大陆的西沙群岛等地，生活环境为海水，一般栖息于陆地潮湿的洞缝中，繁殖时期常迁移下海产卵。